# Davide Costanzo
Davide Costanzo (Frattamaggiore, Nápoles, Italia, 4 de julio de 2002) es un futbolista italiano. Juega de defensa central y su club actual es el F. C. Pompei de la Serie D de Italia.

## Trayectoria
Se formó en el Calcio Caivano y la escuela de fútbol "F.lli Lodi", para luego fichar por el equipo juvenil del Napoli en enero de 2016. Jugó en el Torneo Primavera y la Liga Juvenil de la UEFA. En febrero de 2021 fue convocado por primera vez al primer equipo napolitano. En julio del mismo año firmó su primer contrato de profesional con el club azzurro. El 19 de agosto de 2022 fue cedido al Alessandria de la Serie C y, el 31 de enero de 2023, al  Pro Vercelli de la misma categoría.
El 1 de julio de 2023 fue transferido al Portici y el 9 de enero de 2024 fichó por el Angri, siendo ambos equipos de la Serie D (cuarta división). En julio del mismo año fue contratado por el S. S. Nola de la Eccellenza Campania (quinta categoría). En diciembre de 2024 fichó por el Pompei de la Serie D.

## Clubes
| Club                        | País   | Año         |
| --------------------------- | ------ | ----------- |
| S. S. C. Napoli             | Italia | 2021 - 2023 |
| U. S. Alessandria (cedido)  | Italia | 2022 - 2023 |
| F. C. Pro Vercelli (cedido) | Italia | 2023        |
| Portici 1906                | Italia | 2023 - 2024 |
| U. S. Angri                 | Italia | 2024        |
| S. S. Nola                  | Italia | 2024        |
| F. C. Pompei                | Italia | 2024 -      |